# Neubrück (Kolonia)
Neubrück, Köln-Neubrück — dzielnica miasta Kolonia w Niemczech, w okręgu administracyjnym Kalk, w kraju związkowym Nadrenia Północna-Westfalia, na prawym brzegu Renu. 